# Hans Jürgen Rösler

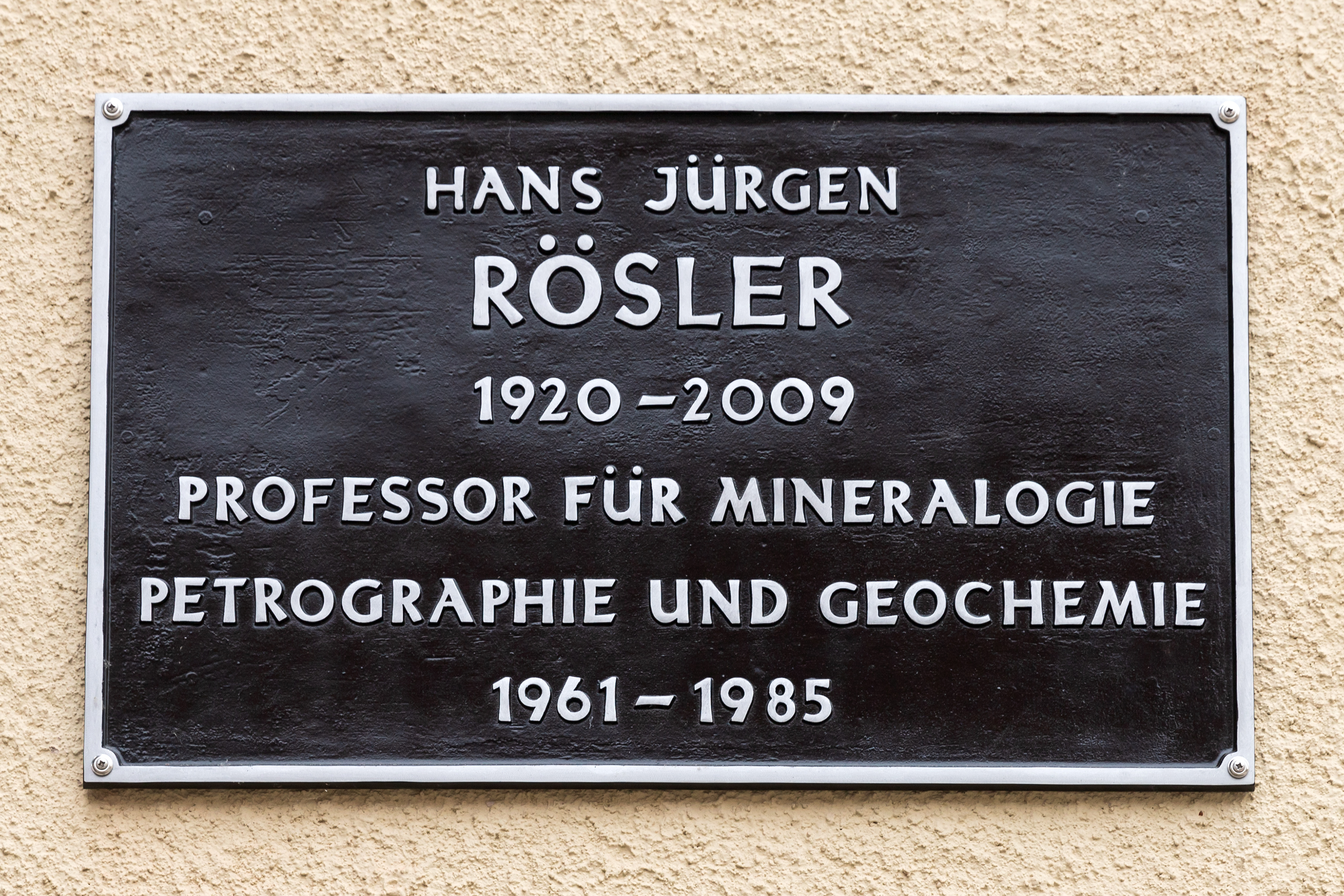
Gedenktafel am Gebäude des Instituts für Mineralogie in Freiberg

Hans Jürgen Rösler (* 14. Mai 1920 in Braschen / Kreis Crossen, heute polnisch Brzóska; † 12. Januar 2009 in Freiberg) war ein deutscher Professor für Mineralogie. Er veröffentlichte u. a. internationale Schlüsselpublikationen wie die „Geochemischen Tabellen“ und das „Lehrbuch der Mineralogie“.

## Leben
Der Sohn eines Lehrers besuchte 1930 bis 1933 das Realgymnasium in Crossen (Oder) und von 1933 bis 1938 die Oberschule in Frankfurt (Oder), wo er das Abitur erlangte. 1939 begann Rösler ein Praktikum als Bergbaubeflissener in Schlesien. 
1940–1944 diente er in der auf deutscher Seite im 2. Weltkrieg in Frankreich und der Sowjetunion. 1944–1947 war Rösler in Kriegsgefangenschaft. Dort arbeitete unter anderem im Bergbau in Marokko.
Von 1947 bis 1951 studierte Rösler Mineralogie und Geologie an der Bergakademie Freiberg. Ab 1951 war er Assistent am Mineralogischen Institut der Bergakademie. 1954 promovierte Rösler mit einer Dissertation zur Geochemie der Steinkohlen. Von 1954 bis 1959 arbeitete er als Laborleiter beim Geologischen Dienst in Jena. 1959 habilitierte Rösler an der Bergakademie Freiberg mit einer Arbeit zur Genese thüringischer Eisenerze vom Lahn-Dill-Typ.
Rösler war ab 1959 Leiter des Lehrstuhls für Geochemie und Mineralogie an der Bergakademie Freiberg. Er entwickelte und prägte das Institut für Mineralogie und machte es zu einer Adresse von Weltruf. Er führte 120 Studierende zum Diplom, betreute 77 Promotionen und 16 Habilitationen. 1981 wurde Rösler Ordentliches Mitglied der Sächsischen Akademie der Wissenschaften zu Leipzig, 1985 wurde er Ehrensenator der Bergakademie Freiberg. 1986 wurde er mit der Serge-von-Bubnoff-Medaille geehrt. Am 11. Oktober 1996 wurde ihm der Kurt-Schwabe-Preis verliehen.
Am 26. November 2010 widmete ihm sein Institut ein Ehren-Kolloquium rund um die Mineralogie. 

## Veröffentlichungen (Auswahl)
- Geochemische Untersuchungen an paläo- und mesozoischen Steinkohlen Mittel- und Ostdeutschlands (Diss., 1954)
- Zur Petrographie, Geochemie und Genese der Magmatite und Lagerstätten des Oberdevons und Unterkarbons in Ostthüringen (Habilitationsschrift, 1959)
- Zur Entstehung der oberdevonischen Eisenerze vom Typ Lahn-Dill in Ostthüringen (1962)
- Geochemische Tabellen (1965)
- Die Kohlentonsteine aus den Steinkohlenbecken von Zwickau-Oelsnitz, Freital-Döhlen (bei Dresden) und Doberlug (1967)
- Petrologie und Geochemie der variszischen Geosynklinalmagmatite Mitteleuropas (1979)
- Lehrbuch der Mineralogie (1979)
- Geowissenschaften und Geochemie (1985)
- Was sagt ein Mineral über seine Geschichte aus? (1988)
- Die anorganischen Komponenten der Kohlen (1991)
- Leben und das wissenschaftliche Werk von Friedrich Leutwein (1992)
- Der Kristallograph Victor Goldschmidt 1853–1933. Seine Jugendjahre und seine Beziehungen zu Berlin und Freiberg (2004)